# 邪惡黑幫

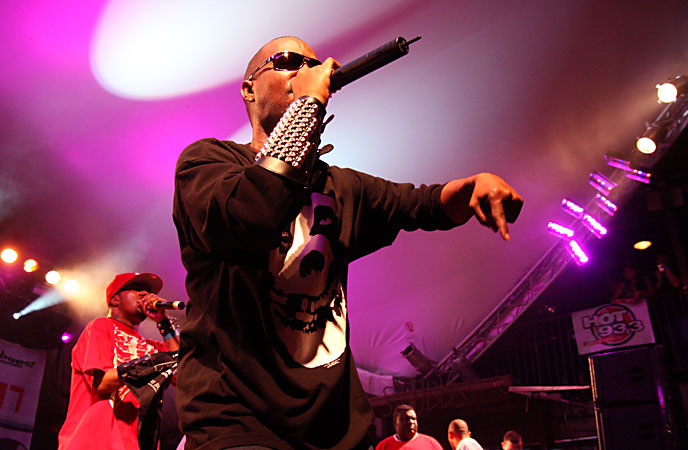
邪惡黑幫

邪惡黑幫（Three 6 Mafia）是一支来自美国孟菲斯的地下嘻哈以及嘻哈音樂乐队，成立于1991年。。 該樂隊有两张专辑获得了美國唱片業協會的白金唱片認證。 2006年，该组合的歌曲獲得第78届奥斯卡金像奖奥斯卡最佳原创歌曲奖。 